# Carmen Castro Madinaveitia
Carmen Castro Madinaveitia (San Sebastián, 1912 - Madrid, 5 de julio de 1997), también conocida como Carmen Castro y Carmen Castro de Zubiri, fue una catedrática, traductora, columnista y escritora española.

## Biografía
Era hija de Carmen Madinaveitia y del historiador y filólogo Américo Castro, y nieta del médico Juan Madinaveitia Ortiz de Zárate. Nació pues en una familia de amplia cultura, recibió una sólida educación moral laica y desde muy joven se aficionó a la lectura y al estudio de idiomas.    
Aunque se crio en San Sebastián, estudió bachillerato en el Instituto-Escuela de Madrid, institución a la que estuvo muy ligada y en la que trabajó posteriormente como profesora de Juegos y Deportes y de Lengua y Literatura. Fue delegada de la Unión Federal de Estudiantes Hispanos (UFEH), órgano que realizó una labor educativa divulgativa con la creación de la Universidad Popular, el grupo teatral La Barraca y la colaboración en las Misiones pedagógicas y los campamentos deportivos. Entre 1934 y 1935 presidió el Comité Ejecutivo de la Universidad Popular de Madrid.
Se licenció en Filosofía y Letras por la Universidad Central de Madrid con Premio Extraordinario y obtuvo el Doctorado de la Universidad Complutense de Madrid con una investigación sobre los personajes femeninos de El Quijote. Obtuvo por oposición la Cátedra de Lengua y Literatura de Instituto, en Avilés (Asturias), si bien ejerció la docencia en diferentes lugares, como en el Instituto Lagasca de Madrid, de cuyo puesto de trabajo fue apartada tras la guerra. Muy aficionada a los viajes, amplió estudios en Berlín, París, Roma, Princeton y Middleburg (Estados Unidos). Hizo compatible su labor de escritora, ensayista y periodista con la labor docente: fue profesora de Lengua Española en el Institut Hispanique de La Sorbonne (Francia), en la Academia de West Point (Estados Unidos), y en las Universidades de Osaka y El Cairo.
Conoció en Berlín al filósofo Xavier Zubiri, con quien contrajo matrimonio en Roma en 1936, después de recibir el bautismo. Tras la muerte de Zubiri en 1983, escribió la biografía del filósofo y se dedicó principalmente a la difusión de sus escritos, especialmente tras la creación de la Fundación Xavier Zubiri en 1989. Esta Fundación, que ella promovió y a la que legó el patrimonio y la biblioteca que su marido y ella habían reunido, reconoció la  labor que Castro realizó grabando, transcribiendo y preparando los escritos para las publicaciones y cursos de Xavier Zubiri.
Fue amiga personal del jesuita Ignacio Ellacuría, y una de las últimas personas que le vieron con vida antes de que éste volviera en 1989 a El Salvador, donde fue asesinado.

## Trayectoria
Como ensayista publicó en 1952 el estudio Marcel Proust o el vivir escribiendo, del que la crítica alabó la "finura y la agudeza expositiva del legado literario", Personajes femeninos de Cervantes (Editorial Anales, 1953); Italia con Benjamín Palencia (Taurus, 1959) y otros textos. Tradujo al español, desde las lenguas francesa e inglesa que dominaba a la perfección, cerca de veinte obras teológicas y filosóficas de autores clásicos, entre ellos Descartes, Richiotti y Teilhard de Chardin. En su labor como editora participó y prologó escritos literarios clásicos como El Lazarillo de Tormes, y textos de Santa Teresa de Jesús, Alfonso X el Sabio, Emilia Pardo Bazán, François Mauriac, George Thomson, Mircea Eliade y otros autores, hasta participar en un total de 67 publicaciones.
Fue muy amplia su labor como articulista y periodista, pues participó en revistas periódicas y diarios de la época como ABC, El Norte de Castilla, Heraldo de Aragón, Informaciones, La Gaceta del Norte, La Vanguardia, Ya, etc., y en revistas especializadas como Arquitectura, Arte y Hogar, La Estafeta Literaria, Hispania, Índice, Ínsula, Mujer, Sábado Gráfico, Revista de Occidente y otras. Sus temas y puntos de vista en los diarios de tirada nacional se enfocaban principalmente, pero no sólo, hacia la vida social, familiar, cultural, profesional y de ocio desde el punto de vista de la mujer. Varios de estos artículos fueron recopilados tras su fallecimiento bajo el título Nosotras, las mujeres (Madrid, 2001). 
Para la revista Arquitectura publicó más de 60 artículos entre 1960 y 1973 con diferentes enfoques: uno de ellos, descriptivo y costumbrista, que bajo el título Lo que usamos analizaba diversos temas como el diseño industrial, las fachadas, La Bauhaus, los coches, la prefabricación, etc. Otro enfoque fue el dedicado al arte plástico y las exposiciones. Participó también en las sesiones críticas de arquitectura que bajo el título Los arquitectos critican sus obras organizaba la revista Arquitectura, y realizó entrevistas a los arquitectos más renombrados del momento, como Ramón Aníbal Álvarez, Fernando García Mercadal, Luis Blanco Soler, Javier Carvajal, Francisco de Asís Cabrero, Julio Cano Laso, etc.

## Obra
- Marcel Proust o el vivir escribiendo (1952)
- Los personajes femeninos del Quijote (1953)
- Italia con Benjamín Palencia (1959)
- Xavier en persona, en ocasión del Homenaje a Xavier Zubiri, Buenos Aires, (1985)
- Xavier Zubiri; breve recorrido de una vida (1986)
- Biografía de Xavier Zubiri (1992)
- Nosotras, las mujeres (2001)